# Johannes Schneider (Pfarrer)

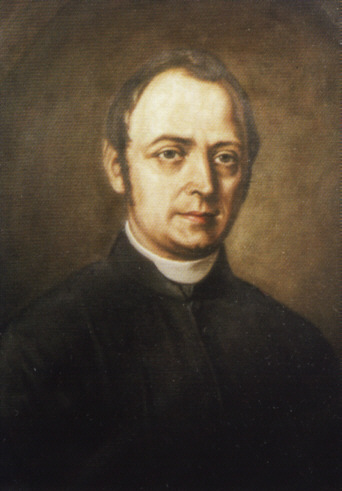
Johannes Schneider

Johannes Schneider (* 11. Januar 1824 in Dittmannsdorf bei Prudnik, Landkreis Neustadt O.S., Provinz Schlesien; † 7. Dezember 1876 in Breslau) war ein deutscher römisch-katholischer Pfarrer in Breslau. Er war bewegt von der sozialen Frage seiner Zeit und karitativ engagiert, vor allem durch Gründung der Kongregation der Marienschwestern von der Unbefleckten Empfängnis. 2001 wurde das Seligsprechungsverfahren für ihn eröffnet.

## Leben
Schneider entstammte einer Landarbeiterfamilie. Durch Vermittlung des Ortspfarrers konnte er das Jesuiten-Gymnasium in Neiße besuchen. Nach dem Abitur im Jahr 1845 studierte er Theologie an der Universität Breslau. Schul- und Studienjahre waren von kargsten Lebensumständen geprägt. 1848 wurde er ins Priesterseminar des Bistums Breslau aufgenommen und empfing am 1. Juli 1849 im Breslauer Dom die Priesterweihe.
Durch seine Herkunft kannte er die Armut der Landarbeiter; als Kaplan in Wansen lernte er die Nöte der neuen Fabrikarbeiterklasse kennen. 1851–1854 war er Kaplan an der Sandkirche im Zentrum von Breslau, danach Kurat und ab 1869 Pfarrer an St. Matthias.

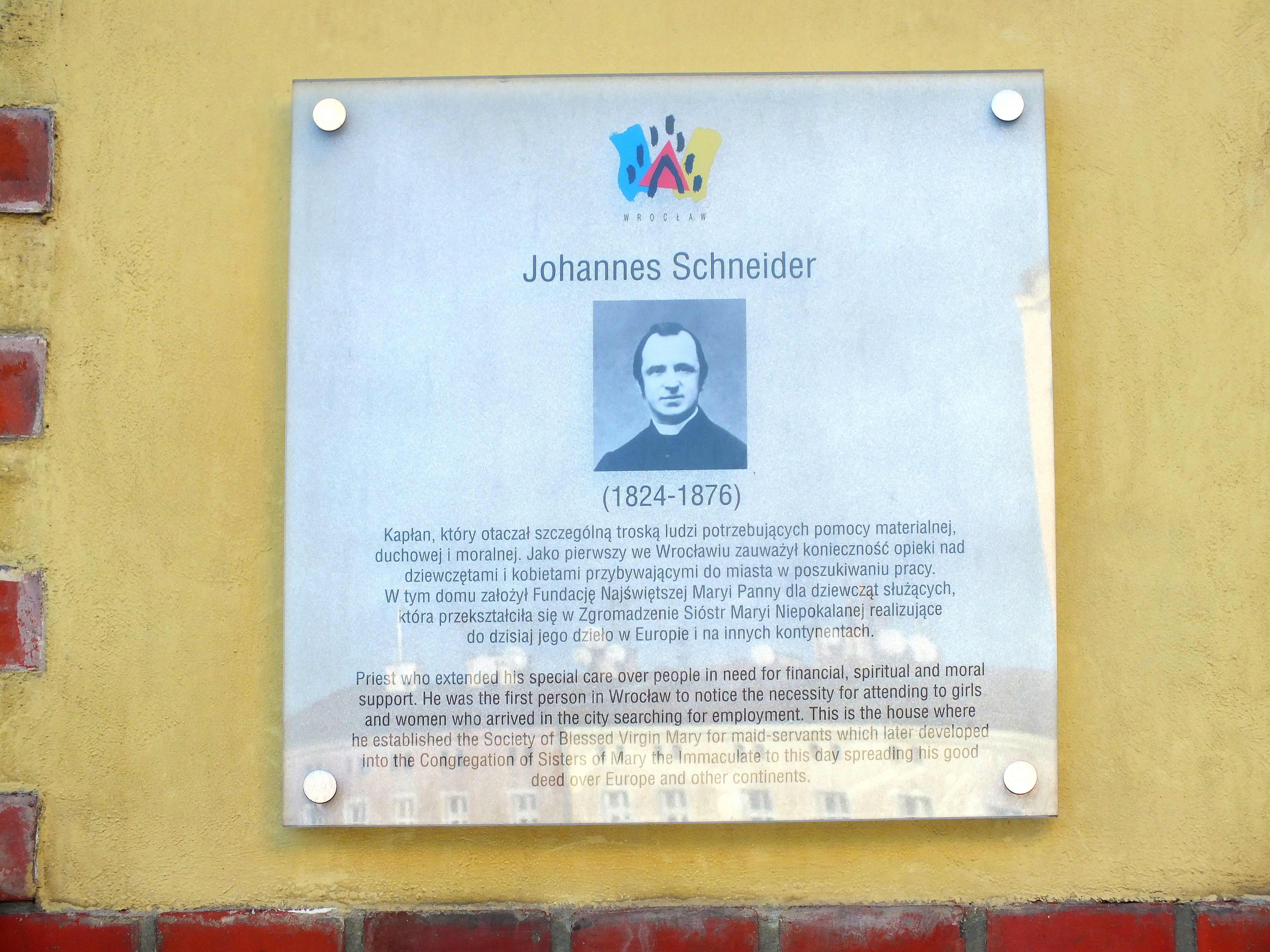
Gedenktafel für in Wrocław Polen

1854 wurde der neue Breslauer Fürstbischof Heinrich Förster auf die Probleme der Landmädchen aufmerksam gemacht, die mit kaum 15 Jahren in die Stadt geschickt wurden, um als Dienstboten ihren Lebensunterhalt zu verdienen, und dabei oft ins soziale Elend und in die Prostitution gerieten. Er beauftragte Johannes Schneider, der dafür vom Priesterkonvent einstimmig gewählt worden war, mit der Gründung eines Hilfsvereins. Der Verein zur sittlichen Hebung weiblicher Dienstboten wurde im Oktober desselben Jahres formell etabliert und von Schneider im Blick auf die bevorstehende Verkündung des Dogmas von der Unbefleckten Empfängnis Mariens am 8. Dezember 1854 St. Marienverein genannt und unter dieses besondere Patrozinium gestellt. Mitglieder konnten sowohl Dienstmädchen wie hilfswillige „Herrschaften“ werden. Der Verein bot vorübergehende Unterkunft, Stellenvermittlung, fachliche und religiöse Bildung, Krankenpflege und Gemeinschaft.
Der Verein wuchs schnell und konnte nach einer provisorischen Wohnung 1857 ein eigenes Haus erwerben. 1862 erhielt er die staatliche Anerkennung als juristische Person und war 1870 schuldenfrei. Die Organisation galt als vorbildlich, und Schneider wurde für ähnliche Gründungen in anderen Städten als Berater herangezogen.
Von Anfang an hatte Schneider die Absicht, als Kern des Vereins eine neue Ordensgemeinschaft zu gründen, wie es fast zeitgleich mit den Elisabethschwestern und den Hedwigschwestern gelungen war. Der Anfang dafür konnte 1863 mit vier Schwestern gemacht werden, die sich durch private Gelübde zu Besitzlosigkeit, hingebender Arbeit und zum gemeinschaftlichen Gebet verpflichteten und eine Ordenstracht erhielten. Zur ersten Oberin wählte die Gemeinschaft 1864 Mathilde Scholz.
Schneider wartete bis 1867 mit der Bitte an den Fürstbischof um Anerkennung der neuen Gemeinschaft als Kongregation. Dieser leitete die Anfrage 1868 nach Rom weiter, wo sie jedoch verloren ging. Dadurch blieb die kirchenrechtliche Stellung der Schwestern unklar und es kam zu Irritationen zwischen Schneider und dem Ordinariat. Aus demselben Grund entging Schneiders Gründung aber auch der Schließung im Bismarckschen Kulturkampf.
Johannes Schneider starb im 53. Lebensjahr infolge einer langjährigen Magenkrankheit und wohl auch an Überarbeitung. Das Requiem am 11. Dezember 1876 zelebrierte Robert Spiske. Er wurde auf dem Friedhof Breslau-Oswitz beigesetzt. Seine Gemeinschaft wuchs, erlangte die volle kirchliche Anerkennung und hielt die Erinnerung an ihren Gründer wach. Sein Sterbekreuz und einige Reliquien wurden anlässlich einer Umbettung auf den Laurentiusfriedhof 1944 geborgen. 1969 wurden seine sterblichen Überreste in die Sandkirche überführt. Dokumente seines heiligmäßigen Lebens wurden gesammelt. Am 16. Mai 2001 wurde ihm in Breslau, als offizieller Beginn des Seligsprechungsverfahrens, der Titel Diener Gottes verliehen.